# Айдын, Илькин
Илькин Айдын (тур. İlkin Aydın; род. 5 января 2000, Анкара, Турция) — турецкая волейболистка, нападающая-доигровщица.

## Биография
Профессиональная волейбольная карьера Илькин Айдын началась в Анкаре, где с 2015 года на протяжении двух сезонов выступала за местные юниорские команды «Ильбанк» и спортивной школы Турецкой федерации волейбола. В 2017 заключила контракт с ВК «Галатасарай» (Стамбул), в составе которого становилась финалисткой Кубка ЕКВ 2021 и победителем розыгрыша Кубка Балканской волейбольной ассоциации (БВА) 2023.
В 2017—2018 выступала за юниорскую и молодёжную сборные Турции. В 2018 году дебютировала в национальной сборной страны на Средиземноморских играх. В её составе: участница чемпионата мира 2022, чемпионка Лиги наций 2023, чемпионка Европы 2023 и бронзовый призёр Евро-2021, двукратный призёр Средиземноморских игр, победитель Игр исламской солидарности 2021.

### Клубная карьера
- 2015—2016 —  «Ильбанк»-2 (Анкара);
- 2016—2017 —  «ТВФ Спор Лисеси» (Анкара);
- с 2017 —  «Галатасарай» (Стамбул).

## Достижения

### С клубами
- серебряный призёр розыгрыша Кубка Европейской конфедерации волейбола 2021.
- победитель розыгрыша Кубка Балканской волейбольной ассоциации 2023.

### Со сборными Турции
- победитель Лиги наций 2023.
- чемпионка Европы 2023;
  - бронзовый призёр чемпионата Европы 2021.
- серебряный (2022) и бронзовый (2018) призёр Средиземноморских игр.
- победитель Игр исламской солидарности 2021